# Heterogenita
La heterogenita es un mineral óxido de cobalto. Aunque habitualmente se ha considerado que su fórmula es Co3+O(OH), estudios recientes sugieren que HCoO2 describe mejor la estructura de este mineral.
Su nombre significa «de otro tipo» en griego y alude a que la heterogenita difiere en su composición de otros minerales similares.
Otras denominaciones que recibe este mineral son boodtita, lubumbashita —por Lubumbashi (Congo)—, mindigita y stainerita.

## Propiedades
La heterogenita es un mineral opaco de color negro, rojizo o pardo negruzco, con brillo metálico o apagado. Bajo luz reflejada adquiere coloración blanca con tintes parduzcos y muestra una birreflectancia muy acusada.
Tiene una dureza entre 3 y 5 en la escala de Mohs y una densidad de 4,93 g/cm³.
Por otra parte, es muy soluble en ácidos.
El contenido en cobalto de este mineral puede superar el 64%, aunque como impurezas más comunes puede incluir cobre y hierro. La heterogenita tiene dos politipos, denominados heterogenita-3R y heterogenita 2H: el primero cristaliza en el sistema trigonal, clase hexagonal escalenoédrica, mientras que el segundo lo hace en el sistema hexagonal, clase dihexagonal dipiramidal.

## Estructura cristalina
Aunque la heterogenita comúnmente es considerada como oxihidróxido de cobalto, CoO(OH), el análisis mediante espectroscopia Raman e infrarroja de muestras naturales especialmente bien cristalizadas sugiere que el mineral tiene una estructura tipo delafossita, que corresponde a un compuesto de tipo ABO2. En este sentido, el espectro Raman de la heterogenita, al igual que el de la grimaldiíta (HCrO2), carece de modos de vibración de grupos O-H libres, mientras que el espectro infrarrojo muestra fuertes bandas de absorción de enlaces de hidrógeno. Por ello, se ha propuesto HCoO2 como una mejor formulación para la heterogenita, pues describe más claramente su comportamiento vibracional.

## Morfología y formación

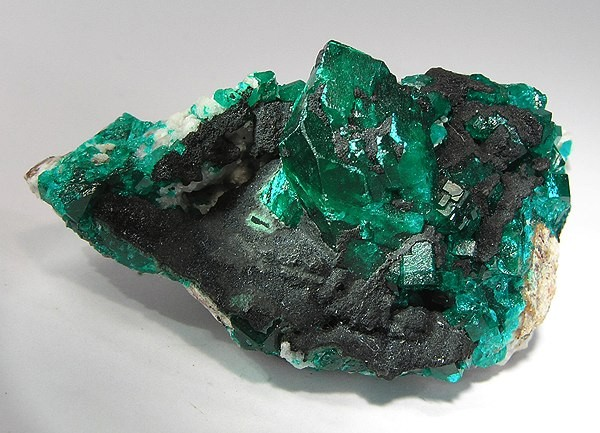
Heterogenita (de color negro) con dioptasa (verde) procedente de Tsumeb (Namibia)

Los cristales de heterogenita son raros, hexagonales y prismáticos, con un tamaño de hasta 1 mm.
Habitualmente este mineral presenta hábito masivo, de globular a reniforme, o estalactítico, si bien también puede aparecer formando recubrimientos finos o tener aspecto terroso.
Es un producto de la meteorización de smaltita o linnaeíta, constituyendo una mena importante de cobalto (como en Katanga, Congo).
Aparece asociado, además de a smaltita y linnaeíta, a farmacosiderita, calcita, esferocobaltita, malaquita y cuprita.

## Yacimientos
En Alemania hay varios yacimientos de heterogenita bien caracterizada: campo minero de Wolfgang Maassen (montes Metálicos,  localidad tipo de este mineral), Nentershausen (Hesse), y Wittichen y valle de Heubach (Selva Negra); este último emplazamiento ha dado nombre a la heubachita, una variedad de heterogenita rica en níquel de fórmula (Co,Ni)O(OH).
Otros yacimientos importantes están en la provincia de Katanga (República Democrática del Congo), en las minas Shinkolobwe y Mindigi, así como cerca de Lubumbashi. También hay heterogenita en Tsumeb (Namibia), en la mina homónima, reconocida mundialmente por su riqueza en minerales raros e inusuales.
En España se ha encontrado este mineral en Linares (Jaén), Cabrales (Asturias) y Cármenes (León); asimismo, en mina Atrevida (Vimbodí, Tarragona) se ha hallado la variedad niquelífera heubachita.